# خال دليل (مهاباد)
قرية خال دليل (بالكردية: خاڵ دەلیل) هي إحدى القرى التابعة لـكاني بازار في ريف قسم خليفان من مقاطعة مهاباد، في محافظة أذربیجان الغربیة الإيرانية.

## السكان
حسب إحصاءات سنة 2006، بلغ إجمالي السكان في خال دليل 192 نسمة وعدد المساكن 26 مسكن. لغة سكان خال دليل هي اللغة الكردية و هم من أهل السنة والجماعة والمذهب الشافعي.